# Schismatoglottis eymae
Schismatoglottis eymae är en kallaväxtart som beskrevs av Alistair Hay. Schismatoglottis eymae ingår i släktet Schismatoglottis och familjen kallaväxter.
Artens utbredningsområde är Sulawesi. Inga underarter finns listade.